# Faith Osier
Faith Hope Among'in Osier (1972) es una inmunóloga, pediatra y educadora keniana galardonada.

## Educación
Faith Osier nació en Kenia en 1972. Se formó en la Universidad de Nairobi, donde obtuvo su título MBChB en 1996. Trabajó en el Hospital Provincial General de la Costa durante dos años, antes de unirse al Hospital del Distrito de Kilifi. Osier realizó una Maestría en Inmunidad Humana en la Universidad de Liverpool, donde recibió un premio por ser la mejor estudiante del año. En 2008 obtuvo un doctorado de la Open University. Su tesis se tituló Immune responses to polymorphic antigens and protection against severe malaria in Kenyan children [Respuestas inmunes a antígenos polimórficos y protección contra la malaria grave en niños de Kenia y fue supervisada por Kevin Marsh]. Osier es la actual presidenta de la Unión Internacional de Sociedades Inmunológicas, cargo que ocupará hasta 2022.

## Carrera
Antes de mudarse al Reino Unido, Osier trabajó como oficial médico en el Instituto de Investigación Médica de Kenia en Kilifi. Decidió especializarse en medicina pediátrica, se mudó al Reino Unido y se convirtió en miembro del Royal College of Paediatrics and Child Health UK.
Osier está interesado en cómo las personas desarrollan una inmunidad natural a la malaria. Trabaja con el Wellcome Sanger Institute y el Burnet Institute. Ella cree que la vacuna contra la malaria basada en anticuerpos podría ser eficaz. Tiene una beca de Wellcome Trust en Salud Pública y Medicina tropical. En 2014 ganó el premio African Research Leader Award del Medical Research Council y el Departamento de Desarrollo Internacional. Osier recibió el Premio al Joven Científico Africano del Instituto Virtual Europeo para la Investigación de la Malaria. También ganó el Premio al Liderazgo en Salud Merle A Sande. Recibió el premio Royal Society Pfizer en 2014. En 2016 ganó el premio Sofia Kovalevskaya de la Fundación Alexander von Humboldt y se mudó a la Universitat Heidelberg para continuar su investigación sobre la malaria. En última instancia, Osier busca "eliminar la malaria para la salud y el empoderamiento económico de África"
Osier está interesada en mejorar las perspectivas de los científicos africanos y tiene su propio grupo de investigación en el Hospital del distrito del condado de Kilifi. Le preocupa la fuga de cerebros de las universidades africanas. Es una mentora  con Iniciativa para Desarrollar Dirigentes de Búsqueda africana. Osier es profesora invitada en la Universidad de Oxford, donde trabaja en el grupo de Inmunología de Infecciones y Medicina Traslacional. Ella es miembro del Consejo de la Federación de Sociedades Inmunológicas Africanas. Es vicepresidenta de la Unión Internacional de Sociedades Inmunológicas. Fue nombrada TED fellow en 2018. Osier es líder de la red SMART (Asociación Sur-Sur para la Investigación del Antígeno del Paludismo) que mejora la capacidad de investigación al ayudar a compartir muestras y recursos de cohortes longitudinales de la malaria.

## Publicaciones
- Faith H.A. Osier, Gregory Fegan, Spencer D. Polley, Linda Murungi, Federica Verra, Kevin K.A. Tetteh, Brett Lowe, Tabitha Mwangi, Peter C. Bull, Alan W. Thomas, David R. Cavanagh, Jana S. McBride, David E. Lanar, Margaret J. Mackinnon, David J. Conway, Kevin Marsh. 2008. Breadth and Magnitude of Antibody Responses to Multiple Plasmodium falciparum Merozoite Antigens Are Associated with Protection from Clinical Malaria. Infect Immun; 76(5):2240-8. doi: 10.1128/IAI.01585-07.
- Philip Bejon, Thomas N. Williams, Anne Liljander, Abdisalan M. Noor, Juliana Wambua, Edna Ogada, Ally Olotu, Faith H. A. Osier, Simon I. Hay, Anna Färnert, Kevin Marsh. 2010. Stable and Unstable Malaria Hotspots in Longitudinal Cohort Studies in Kenya. PLoS Med: 7(7): e1000304. doi: 10.1371/journal.pmed.1000304.
- Alexander D. Douglas, Andrew R. Williams, Joseph J. Illingworth, Gathoni Kamuyu, Sumi Biswas, Anna L. Goodman, David H. Wyllie, Cécile Crosnier, Kazutoyo Miura, Gavin J. Wright, Carole A. Long, Faith H. Osier, Kevin Marsh, Alison V. Turner, Adrian V.S. Hill, Simon J. Draper. 2011. The blood-stage malaria antigen PfRH5 is susceptible to vaccine-inducible cross-strain neutralizing antibody. Nat Commun; 20;2:601. doi: 10.1038/ncomms1615.
- Michelle J. Boyle, Linda Reiling, Gaoqian Feng, Christine Langer, Faith H. Osier, Harvey Aspeling-Jones, Yik Sheng Cheng, Janine Stubbs, Kevin K.A. Tetteh, David J. Conway, James S. McCarthy, Ivo Muller, Kevin Marsh, Robin F. Anders, James G. Beeson. 2015. Human antibodies fix complement to inhibit Plasmodium falciparum invasion of erythrocytes and are associated with protection against malaria. Immunity; 42(3):580-90. doi: 10.1016/j.immuni.2015.02.012.
- Faith H.A. Osier, Gaoqian Feng, Michelle J. Boyle, Christine Langer, Jingling Zhou, Jack S. Richards, Fiona J. McCallum, Linda Reiling, Anthony Jaworowski, Robin F. Anders, Kevin Marsh, James G. Beeson. 2014. Opsonic phagocytosis of Plasmodium falciparum merozoites: mechanism in human immunity and a correlate of protection against malaria. BMC Med; 12:108. doi: 10.1186/1741-7015-12-108.